# Wilfred Baddeley
Wilfred Baddeley (ur. 11 stycznia 1872 w Bromley, zm. 24 stycznia 1929 w Mentonie) – brytyjski tenisista, trzykrotny zwycięzca Wimbledonu w grze pojedynczej i w grze podwójnej.

## Kariera tenisowa
Praworęczny Baddeley po raz pierwszy triumfował na Wimbledonie w 1891 roku, kiedy w finale pokonał Joshuę Pima. Baddeley miał wówczas 19 lat i 6 miesięcy i przez prawie 100 lat należało do niego miano najmłodszego zwycięzcy Wimbledonu w grze pojedynczej panów. Młodszy był triumfator z 1985 roku, Niemiec Boris Becker.
W latach 1892–1896 Baddeley nieprzerwanie występował w meczach decydujących o tytule wimbledońskim. W 1892 roku ponownie pokonał Pima, by w dwóch kolejnych edycjach z tym samym rywalem przegrywać. W 1895 roku, pod nieobecność Pima, Baddeley pokonał w finale Wilberforce’a Eavesa, broniąc jednej piłki meczowej. Rozgrywki Wimbledonu 1895 obfitowały w walkowery i Baddeley rozegrał w walce o tytuł zaledwie dwa mecze (uczestniczyło osiemnastu tenisistów). Rok później w obronie tytułu przegrał w pięciu setach z Haroldem Mahonym.
Wilfred Baddeley tworzył skuteczną parę deblową z bratem bliźniakiem Herbertem. W latach 1891–1897 Baddeleyowie wystąpili w sześciu meczach decydujących o mistrzostwie Wimbledonu. W finale z 1891 roku pokonali broniących tytułu Joshuę Pima i Franka Stokera, rok później przegrali z Ernestem Lewisem i Haroldem Barlowem. W 1893 roku zakończyli udział w turnieju na finale pretendentów (All Comers). W 1894 roku odnieśli drugie zwycięstwo, po pokonaniu w finale All Comers Harolda Barlowa i Charlesa Martina (do obrony tytułu nie przystąpili Pim i Stoker). Do 1896 roku Baddeleyowie pozostawali na Wimbledonie niepokonani, w kolejnych finałach pokonując Ernesta Lewisa i Wilberforce Eavesa (1895) oraz Reginalda Doherty’ego i Harolda Nisbeta (1896). W 1897 roku doszło na Wimbledonie do finału par braterskich, Baddeleyowie zmierzyli się z braćmi Doherty (Reginald i Lawrence Doherty). W czterech setach lepsi okazali się bracia Doherty.
Wilfred Baddeley w deblu braterskim grał na lewej stronie kortu. Poza triumfami wimbledońskimi Baddeleyowie wygrali dwa razy mistrzostwa Irlandii (1896, 1897).
W 2013 roku został przyjęty do Międzynarodowej Tenisowej Galerii Sławy.

## Finały w turniejach wielkoszlemowych

### Gra pojedyncza (3–3)
| Końcowy wynik | Nr | Data | Turniej           | Nawierzchnia | Przeciwnik        | Wynik finału            |
| ------------- | -- | ---- | ----------------- | ------------ | ----------------- | ----------------------- |
| Zwycięzca     | 1. | 1891 | Wimbledon, Londyn | Trawiasta    | Joshua Pim        | 6:4, 1:6, 7:5, 6:0      |
| Zwycięzca     | 2. | 1892 | Wimbledon, Londyn | Trawiasta    | Joshua Pim        | 4:6, 6:3, 6:3, 6:2      |
| Finalista     | 1. | 1893 | Wimbledon, Londyn | Trawiasta    | Joshua Pim        | 6:3, 1:6, 3:6, 2:6      |
| Finalista     | 2. | 1894 | Wimbledon, Londyn | Trawiasta    | Joshua Pim        | 8:10, 2:6, 6:8          |
| Zwycięzca     | 3. | 1895 | Wimbledon, Londyn | Trawiasta    | Wilberforce Eaves | 4:6, 2:6, 8:6, 6:2, 6:3 |
| Finalista     | 3. | 1896 | Wimbledon, Londyn | Trawiasta    | Harold Mahony     | 2:6, 8:6, 7:5, 6:8, 3:6 |

### Gra podwójna (4–2)
| Końcowy wynik | Nr | Data | Turniej           | Nawierzchnia | Partner          | Przeciwnicy                       | Wynik finału            |
| ------------- | -- | ---- | ----------------- | ------------ | ---------------- | --------------------------------- | ----------------------- |
| Zwycięzca     | 1. | 1891 | Wimbledon, Londyn | Trawiasta    | Herbert Baddeley | Joshua Pim Frank Stoker           | 6:1, 6:3, 1:6, 6:2      |
| Finalista     | 1. | 1892 | Wimbledon, Londyn | Trawiasta    | Herbert Baddeley | Harold Barlow Ernest Lewis        | 6:4, 2:6, 6:8, 4:6      |
| Zwycięzca     | 2. | 1894 | Wimbledon, Londyn | Trawiasta    | Herbert Baddeley | Harold Barlow Charles Martin      | 6:1, 6:3, 1:6, 6:2      |
| Zwycięzca     | 3. | 1895 | Wimbledon, Londyn | Trawiasta    | Herbert Baddeley | Wilberforce Eaves Ernest Lewis    | 8:6, 5:7, 6:4, 6:3      |
| Zwycięzca     | 4. | 1896 | Wimbledon, Londyn | Trawiasta    | Herbert Baddeley | Reginald Doherty Harold Nisbet    | 1:6, 3:6, 6:4, 6:2, 6:1 |
| Finalista     | 2. | 1897 | Wimbledon, Londyn | Trawiasta    | Herbert Baddeley | Lawrence Doherty Reginald Doherty | 4:6, 6:4, 6:8, 4:6      |